# Esther Manzano
Esther Manzano (La Salgar, concejo de Parres, Asturias, 1969) es una chef española.

## Biografía
Es la segunda de los cuatro hijos de Olga y Marcial, y junto con sus hermanos, Olga, Nacho y Sandra, ha levantado uno grupo gastronómico que abarca desde la entrega a domicilio de platos tradicionales asturianos por toda España al cáterin para eventos pasando por los restaurantes locales (Casa Marcial, La Salgar, Gloria y Narbasu), internacionales (Ibérica en Reino Unido) o el Hotel Narbasu en Cereceda, también en Asturias. Su hermano, Nacho Manzano es la cabeza visible del grupo, pero ella prefiere quedarse entre cazuelas y no exponerse mediáticamente.
En 1993 decidió abandonar su trabajo en la administración de justicia en el Ayuntamiento de Parres para incorporarse al 100 % al restaurante familiar. Hasta entonces, solo echaba una mano a su madre Olga con las comidas por encargo siempre que le era posible. Fue echando una mano como se formó la primera cocinera asturiana en obtener una estrella Michelin en su restaurante La Salgar de Gijón.
En los últimos años, además, ha ido completando la formación de su hijo Jesús que se ha hecho cargo recientemente de los fogones del Hotel Restaurante Narbasu.

## Premios y reconocimientos
- Dos Soles Repsol[7]
- Primera mujer asturiana en conseguir una estrella Michelin (2013)[8]
- Ponente Congreso Féminas 2021[9]
- Premio Guisandera de oro 2014[10]
- Cofradía de la buena mesa del mar 2015[11]
- Calderetas de Don Calixto 2020[12]
- Embajadora por Asturias de la Guía Gastronómica Condé Nast Traveler 2017[13]
- Diversos Talleres y Ponencias en Madrid Fusión[14][15]